# Away from the World
Away from the World es el octavo álbum de estudio de Dave Matthews Band (DMB), lanzado el 11 de septiembre de 2012, 2012. El álbum es el sucesor al publicado en 2009, Big Whiskey & the GrooGrux King. El título del álbum proviene de una línea de una de las canciones de este último, "The Riff": "Sitting in a box / away from the world out there" (Sentado en una caja/ alejado del mundo allá afuera). Según Matthews, se relaciona a la idea de que nacemos y morimos solos y que "nuestro cuerpo es nuestra caja".

## Grabación
Steve Lillywhite produjo Away from the World, marcando así su primer álbum de estudio con el egrupo desde Before These Crowded Streets de 1998. Una serie de sesiones fallidas con Lillywhite llevaron a una serie de canciones filtradas que fueron llamadas las Lillywhite Sessions (en español, las Sesiones de Lillywhite) en 2000 y la separación de Lillywhite del grupo.
DMB y Lillywhite grabaron el álbum en un estudio de Seattle desde principios de enero de 2012, y la producción del álbum concluyó en mayo. Además de las 11 canciones que entraron en el álbum, hubo una canción más que se intentó grabar durante las sesiones, pero el grupo no pudo terminarla. El violinista de la banda, Boyd Tinsley, dijo que: "Algunas de las canciones en este álbum, las pistas básicas salieron, algo así como la primera o segunda vez que las tocamos. Dave entraba con una parte de una canción. Nos metíamos al cuarto de control y la terminábamos, poniendo un coro o un puente allí y terminando los arreglos. Y de allí íbamos al estudio, y simplemente tocábamos."
Roger Smith de Tower of Power tocó el órgano hammond en "un par de canciones" en el álbum.
Dave Matthews debutó el sencillo principal del álbum, "Mercy" en "Late Night with Jimmy Fallon" el 24 de abril, y DMB lanzó la versión de estudio en julio. El grupo también lanzó la versión de estudio de "Gaucho" en mayo. Estas canciones, además de "Sweet," "If Only," "The Riff," "Rooftop," "Snow Outside," y "Belly Belly Nice," fueron tocadas durante la gira de verano de 2012.
Como parte de los esfuerzos promocionales en la semana antes del lanzamiento de Away From The World, iTunes hizo streaming de todo el álbum en forma gratuita a partir del martes 4 de septiembre de 2012, aproximadamente a las 2pm EST.

## Recepción

### Comercial
The álbum debutó en el puesto #1 del Billboard 200 con ventas de 266.000 unidades esa semana. Este fue el tercer debut más bajo en ventas para el grupo desde Crash pero el sexto álbum de estudio consecutivo en debutar en el puesto número 1 de la lista. Para el 6 de diciembre de 2012, el álbum había vendido 458.000 copias.

### Recepción crítica
El álbum fue incluido en el puesto #29 de la lista de los 50 mejores álbumes de 2012 de la revista Rolling Stone, resaltando que "las súplicas políticas del álbum lo convierten en lo mejor del rock de 2012 para incentivar al voto".

## Lista de canciones
La lista de canciones del álbum fue anunciada junto con el título y fecha de lanzamiento del mismo.
Todas las canciones fueron escritas por David J. Matthews, a menos que se indique lo contrario.
1. "Broken Things" (Matthews, John Alagia) - 3:48
2. "Belly Belly Nice" (Matthews, Rashawn Ross) - 3:53
3. "Mercy" - 4:28
4. "Gaucho" (Stefan Lessard, Matthews, Tim Reynolds, Ross) - 4:25
5. "Sweet" - 4:12
6. "The Riff" (Matthews, Ross) - 5:35
7. "Belly Full" (Matthews, Alagia) - 1:43
8. "If Only" - 5:38
9. "Rooftop" - 4:12
10. "Snow Outside" (Carter Beauford, Lessard, Matthews, Boyd Tinsley, Jeff Coffin, Reynolds, Ross) - 6:11
11. "Drunken Soldier" (Beauford, Lessard, Matthews, Tinsley, Coffin, Reynolds, Ross) - 9:45

La versión Deluxe incluye las siguientes canciones en vivo:
1. Gaucho (Hartford, CT – 5.25.12)
2. Mercy (Bristow, VA – 6.16.12)
3. Sweet (Cleveland, OH – 6.3.12)

La versión Super Deluxe incluye las tres pistas en vivo del CD Deluxe, al igual que un CD extra que incluye canciones de la gira de verano de 2012 de DMB, y un DVD con presentaciones en vivo de la gira de verano de 2012.
Lista de canciones del CD extra
1. Save Me (6.2.12 Molson Amphitheater)
2. You Never Know (6.8.12 SPAC)
3. Jimi Thing (5.22.12 Aaron's Amphitheater)
4. Halloween (6.6.12 Comcast Center; Mansfield, MA)»
5. Tripping Billies (6.6.12 Comcast Center; Mansfield, MA)
6. Mansfield Jam >> Why I Am (6.5.12 Comcast Center; Mansfield, MA)
7. Time Bomb (6.24.12 Harriet Island)»
8. Two Step (6.24.12 Harriet Island)

Las cinco primera canciones estaban incluidas con todas las órdenes adelantadas de Away From The World. Las últimas tres estaban disponibles solo para los miembros del Warehouse Fan Club.
Lista de canciones del DVD
1. Eh Hee – Noblesville, IN – 6.22.12
2. Pig – Mansfield, MA – 6.5.12
3. Say Goodbye – Saratoga Springs, NY – 6.8.12
4. Lie In Our Graves – Saratoga Springs, NY – 6.8.12
5. What Would You Say – Saratoga Springs, NY – 6.8.12
6. Stay or Leave – Wantagh, NY – 6.12.12
7. Little Red Bird – Hartford, CT – 5.26.12
8. Blue Water» Best of What’s Around – E. Troy, WI – 7.6.12
9. Shotgun – Hershey, PA – 6.29.12
10. Don’t Drink The Water – Noblesville, IN – 6.22.12

El DVD solo estaba disponiblepar aquellos que habían pedido la versión Super Deluxe por adelantado.
Lista de canciones extras del CD europeo
1. Pantala Naga Pampa» Rapunzel (Munich, DE - 2.20.10)
2. You Might Die Trying (Brixton, UK - 6.25.09)
3. One Sweet World (Padua, IT - 2.25.10)
4. Still Water>Don't Drink the Water (Cologne, DE - 2.28.10)
5. #41 (Berlin, DE - 2.17.10)
6. Why I Am (Brixton, UK - 6.25.09)
7. Grey Street (Dublin, IE - 5.23.07)
8. Two Step (Glasgow, UK - 3.11.10)

## Créditos
Dave Matthews Band
- Carter Beauford – batería, voces
- Stefan Lessard – bass, bajo doble, rhodes
- Dave Matthews – guitarra acústica, guitarra eléctrica, ukulele, y piano, vocalista principal
- Jeff Coffin – saxofón, flauta
- Boyd Tinsley – violín eléctrico, violín
- Tim Reynolds - guitarra eléctrica
- Rashawn Ross – trompeta, voces

Invitado
- Roger Smith - Órgano Hammond